# Jorpati
Jorpati es un pueblo ubicado en el distrito de Katmandú, provincia de Bagmati, Nepal.

## Superficie
Cuenta con una superficie de 4,784 kilómetros cuadrados.

## Demografía
Datos hasta 2015
- Población: 147 375 habitantes.[1]
- Densidad de población: 30,807 habitantes por kilómetro cuadrado.[1]
- Población masculina: 74 564 (50,6%).[1]
- Población femenina: 72 811 (49,4%).[1]